# Hymenogaster nanus
Hymenogaster nanus är en svampart som beskrevs av Massee & Rodway 1899. Hymenogaster nanus ingår i släktet Hymenogaster och familjen Strophariaceae.   Inga underarter finns listade i Catalogue of Life.